# Saint-Romain-de-Benet
Saint-Romain-de-Benet är en kommun i departementet Charente-Maritime i regionen Nouvelle-Aquitaine i västra Frankrike. Kommunen ligger  i kantonen Saujon som ligger i arrondissementet Saintes. År 2022 hade Saint-Romain-de-Benet 1 777 invånare.

## Befolkningsutveckling
Antalet invånare i kommunen Saint-Romain-de-Benet
Referens:INSEE